# Aleochara lacertina
Aleochara lacertina är en skalbaggsart som beskrevs av Sharp 1883. Aleochara lacertina ingår i släktet Aleochara och familjen kortvingar. Inga underarter finns listade i Catalogue of Life.